# Luis de Velasco y Castilla
Luis de Velasco y Castilla y Mendoza (Carrión de los Condes, Palência, 1534 - Sevilha, 7 de setembro de 1617) foi um nobre espanhol e o oitavo vice-rei da Nova Espanha. Governou de 27 de janeiro de 1590 a 4 de novembro de 1595, e novamente de 2 de julho de 1607 a 10 de junho de 1611. Entre esses dois períodos, foi vice-rei do Peru por oito anos (de 24 de julho de 1596 a 18 de janeiro de 1604).

## Juventude
Nascido na Espanha, filho de Luís de Velasco, segundo vice-rei da Nova Espanha, acompanhou seu pai a Nova Espanha e passou sua juventude na Cidade do México. Após a morte de seu pai, continuou a viver no México e serviu como vereador na capital. No entanto, desgostoso com a administração do vice-rei Álvaro Manrique de Zúñiga, voltou para a Espanha. Apresentou-se na corte de Felipe II, e o rei nomeou-o embaixador em Florença.

## Primeiro governo na Nova Espanha
Em 19 de julho de 1589, Velasco recebeu a nomeação como o novo vice-rei da Nova Espanha, substituindo Manrique. Na Espanha, surgiram rumores de turbulências na colônia, por isso Velasco foi aconselhado a não desembarcar em Veracruz, porto de entrada habitual. Utilizou então o porto de Tamiahua, na província de Pánuco. Em sua chegada, percebeu que a paz  havia sido restabelecida. Em seguida, partiu para Veracruz, onde chegou em meados de dezembro de 1589.
De Veracruz, viajou para a Cidade do México, tomando posse do governo em 27 de janeiro de 1590. Lá ele foi recebido como um filho da terra, com muita alegria por todas as classes.[carece de fontes?]
Em 1591 ele conseguiu pacificar as tribos chichimecas que estavam em constante revolta e fora do controle espanhol. Os líderes pediram aos espanhóis para lhes fornecer alimento. Velasco concordou, e um tratado de paz foi assinado. Para ensinar os chichimecas os costumes da colônia, 400 famílias tlaxcaltecas foram enviadas para viver com eles. Os franciscanos também fundaram quatro colônias entre os chichimecas, com seu centro em Zacatecas. Em contrapartida, Velasco reduziu os impostos que eram cobrados sobre os índios e ordenou a Real Hacienda que fornecesse os advogados para representar as tribos e facilitar a sua entrada na sociedade da colônia.
Luis de Velasco promoveu a indústria na Nova Espanha, especialmente a fiação e tecelagem. Inaugurou o Paseo de la Alameda, na Cidade do México, e melhorou as fortificações do Forte de San Juan de Ulúa em Veracruz.

## Vice-rei do Peru
Em 1595, Velasco foi nomeado vice-rei do Peru. Ele embarcou de Acapulco em novembro do mesmo ano. No entanto, após oito anos no Peru, encontrou-se cansado e doente, e pediu para ser dispensado do governo para que pudesse voltar para a Nova Espanha. Após seu retorno, Velasco se dedicou às suas encomiendas, Azcapotzalco e Teulitlán.

## Segundo governo na Nova Espanha
Em 25 de fevereiro de 1607, Velasco hijo foi novamente nomeado vice-rei da Nova Espanha, desta vez pelo novo rei, Filipe III. Tomou posse do governo em 2 de julho. Imediatamente elaborou um projeto de escavação do canal Huehuetoca, para o controle de enchentes. Até então, durante a estação chuvosa, ano após ano, a Cidade do México sofria inundações. O projeto do canal foi supervisionado pelo engenheiro Enrico Martínez e Juan Sánchez, um matemático jesuíta. As obras começaram em 28 de novembro de 1607.
Em fevereiro de 1609, um édito real proibiu mais uma vez a escravização dos índios. Velasco hijo aplicou rigorosamente este decreto contra os encomenderos e os proprietários de minas. Como seu pai, o vice-rei era conhecido como um defensor dos índios.
Também em 1609, circulavam rumores de uma iminente rebelião de negros. Velasco tomou medidas preventivas, incluindo o envio de uma força armada sob o comando do capitão Pedro González de Herrera para Puebla. Herrera teve de lutar contra escravos fugidos e rebeldes (quilombolas) no Rio Blanco, que atacavam os viajantes entre Veracruz e a Cidade do México. O líder dos negros, Gaspar Yanga, enviou uma carta ao capitão Herrera. A carta descrevia os maus tratos aos negros que tinham sido obrigados a fugir do cativeiro. Velasco tomou conhecimento da carta,  mas não antes de ter travado uma batalha sangrenta com pesadas perdas em todas as frentes. Velasco então providenciou para que os escravos fugidos fundassem sua própria aldeia, San Lorenzo de los Negroes, perto de Córdoba.

## Contatos com o Japão

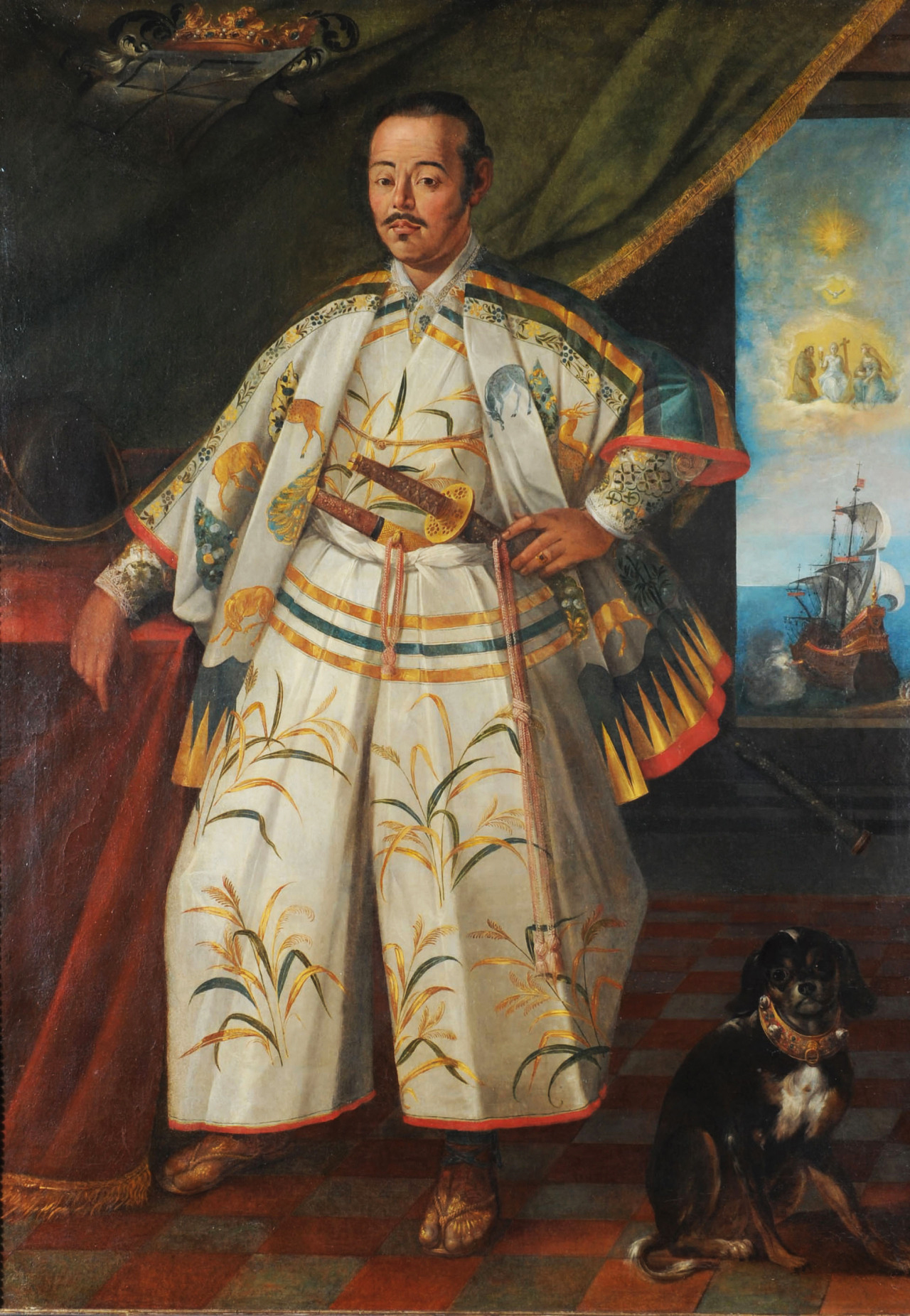
Retrato de Hasekura Tsunenaga durante a sua missão na Nova Espanha e Europa, obra de Claude Deruet, Coll. Borghese, Roma.

Luis de Velasco esteve envolvido no estabelecimento de relações comerciais e diplomáticas com o Japão. Em 1610, ele recebeu a embaixada de Luis Sotelo e Tanaka Shōsuke, que havia navegado do Japão no veleiro San Buena Ventura, e concordou em enviar um embaixador para o Japão, o explorador Sebastián Vizcaíno, com a missão adicional de explorar as "ilhas de ouro e prata" que acreditavam estar a leste das ilhas japonesas. Luis de Velasco apreendeu o navio japonês, temendo que os japoneses dominassem posteriormente a técnica das viagens transoceânicas.
Vizcaíno navegou de Acapulco no San Bernardo em 22 de março de 1611 com os emissários do Japão, chegando em Uraga em 16 de junho do mesmo ano. De lá, ele viajou para Edo para encontrar-se com o segundo xogum Tokugawa Hidetada, e então para Sumpa para se reunir com o ex-xogum Tokugawa Ieyasu. Vizcaíno, tendo perdido seu navio, partiu do Japão em 28 de outubro de 1613 a bordo do galeão japonês San Juan Bautista e chegou de volta em Acapulco em 25 de janeiro de 1614. Ele estava acompanhado por Hasekura Tsunenaga, designado embaixador do Japão na Espanha, e cerca de 140 outros japoneses.

## Conselho das Índias
Em 1610 o rei Filipe III o nomeou Marquês de Salinas como uma recompensa por seus serviços, e em 27 de dezembro de 1610 nomeou-o presidente do Conselho das Índias. Em 1611 Velasco partiu da Nova Espanha para assumir suas novas funções na sua pátria mãe. Ele serviu como presidente do Conselho de 1 de dezembro de 1610 até aposentar-se velho e doente em 7 de agosto de 1617. Morreu um mês depois, em Sevilha.